# Abbazia di Maredsous
L'abbazia di Maredsous è un monastero benedettino del XIX secolo, situato a Denée, nel comune di Anhée, provincia di Namur, Belgio.
Fa parte della Congregazione dell'Annunziata dell'Ordine di San Benedetto.

## Fondazione
Fu fondata il 15 novembre 1872 da un monaco belga, Ildebrando de Hemptinne, che più tardi divenne abate.
La costruzione fu finanziata dalla famiglia Desclée, che commissionò un edificio maestoso all'architetto Jean-Baptiste Béthune (1831–1894), massimo esponente dello stile neogotico in Belgio. Il progetto era basato sulla pianta della abbazia cistercense di Villers-la-Ville nel Brabante Vallone, del XIII secolo. I lavori terminarono nel 1892, 20 anni più tardi.

## Prodotti

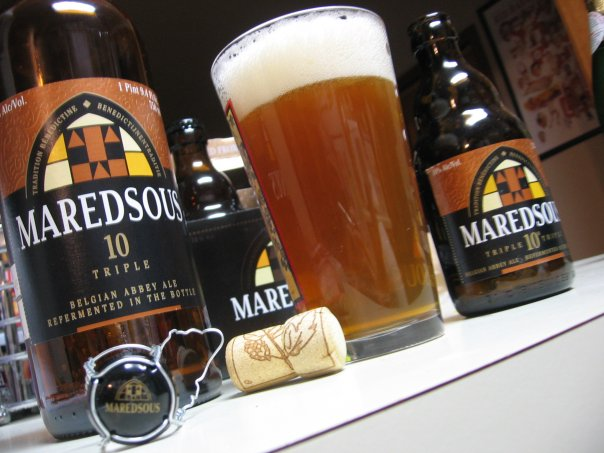
Birra Maredsous Triple.

L'abbazia di Maredsous è parimenti famosa per la sua birra d'abbazia quanto per i formaggi che vi sono prodotti.

### Birra Maredsous
L'abbazia ha concesso in licenza il proprio nome alla Brouwerij Duvel Moortgat, che produce quindi la birra Maredsous.
Tre sono le birre in produzione:
- Maredsous Blonde (6º):
- Maredsous Bruin (8º):
- Maredsous Tripel (10º):